# Annemarie Jacir
Annemarie Jacir (àrab: آن ماري جاسر, Ānn Mārī Jāsir) (Betlem, Palestina, 17 de gener de 1974) és una cineasta i poetessa palestina. El 2008 va ser la primera dona palestina en dirigir un llargmetratge amb Milh Hadha al-Bahr.

## Biografia
Va néixer en una de les més antigues famílies àrabs cristianes de Betlem, a Cisjordània, on el Jacir Palace, avui part de l'hotel Intercontinental, és una de les mansions més imponents de la ciutat. La seva família es va arruïnar en la Gran Depressió, i el seu pare es va criar en un ambient modest. Va treballar per a la UNRWA, l'Agència de les Nacions Unides per als Refugiats de Palestina a Orient Pròxim, i va emigrar amb la seva família a Riad, a Aràbia Saudita. Quan Annemarie tenia 16 anys, els seus pares la van manar a un institut femení privat de Dallas, als Estats Units, per a després cursar estudis universitaris a Califòrnia. Es va traslladar després a Nova York per a estudiar cinema a la Universitat de Colúmbia. Va tornar a Palestina després de finalitzar els seus estudis.
Ha treballat al cinema independent des de 1994 i ha escrit, dirigit i produït diverses pel·lícules guanyadores de premis com Quelques miettes pour les oiseaux (2005), o A Post Oslo History (2001). Va ser triada una de les 25 persones més importants al cinema independent per la revista Filmmaker.
El seu curtmetratge Like twenty impossibles (2003) va ser el primer curtmetratge a ser triat per a competir en el Festival Internacional de Cinema de Canes i ha guanyat en diverses competicions internacionals més de quinze premis incloent el Premi a la Millor Pel·lícula al Festival de Curtmetratges de Palm Springs (el festival de curts més important dels Estats Units), així com al Festival Internacional de Cinema de Chicago, la biennal de l'Institute du Monde Arabe i altres competicions. Like twenty impossibles va ser considerada una de les deu millors pel·lícules de 2003 per l'especialista Gavin Smith de la revista Film Comment Magazine; es tracta d'una ficció cinematogràfica que amb ironia posa en dubte l'obstacles interposats per l'ocupació Israeliana al pas d'un equip de rodatge.

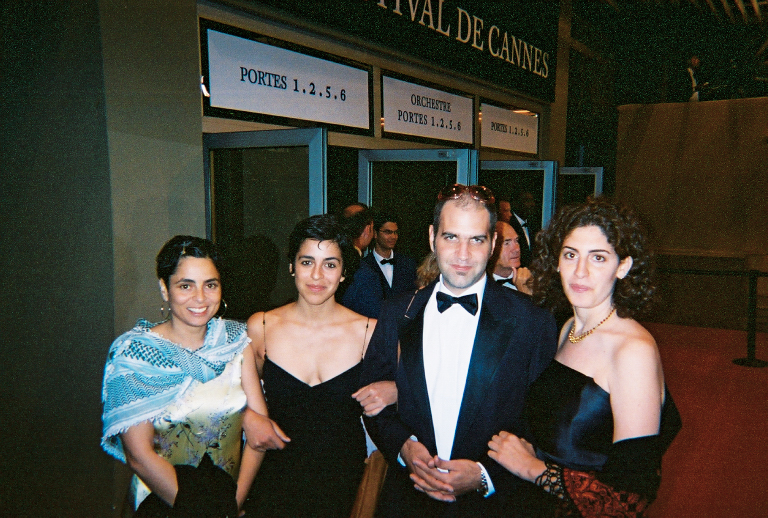
Annemarie Jacir (a la dreta) amb l'actriu palestina Reem Abu Sbaih i el compositor Kamran Rastegar, en l'estrena de Like Twenty Impossibles al Festival de Canes 2003.

El 2007, Jacir va realitzar el primer llargmetratge rodat per una directora palestina, Salt of this Sea (Milh Hadha al-Bahr), la història d'una refugiada que torna al seu país, dedicada a las víctimes de la Nakba i la matanza d'Al-Dawayima,  i centrada en la recuperació de la memòria històrica, la identitat i les arrels. La pel·lícula, llançada en 2008, va ser la pel·lícula que va presentar la Autoritat Palestina als Oscar d'aquest any com a candidata a Millor pel·lícula de parla no anglesa. La seva següent pel·lícula, When I saw you (Lamma shoftak) (2012), també va ser la proposta de Palestina per a l'edició de 2013 dels Oscar i va ser premiada amb el premi NETPAC (Network for the Promotion of Asian Cinema) en el Festival Internacional de Cinema de Berlín, i el premi a la Millor Pel·lícula Àrab al Festival de Cinema d'Abu Dhabi 2012.
A la pel·lícula Wajib (2017) Jacir explora les relacions entre un pare i el seu fill.
Les obres poètiques de Annemarie Jacir, així com els seus relats, han estat publicats en nombroses publicacions literàries i antologies de parla anglesa i en la poesia de la dona anglesa i ha llegit al costat del poeta Amiri Baraka. Ha guanyat diversos premis d'escriptura de guions i va ser finalista del Gran Premi du Meilleur Scénariste de París en 2007 pel guió de Milh Hadha al-Bahr.
És cofundadora de la productora Philistine Films, dedicada a pel·lícules relacionades amb el món àrab, i del projecte «Dreams of a Nation» per a la conservació i la promoció del cinema palestí.
Resideix amb el seu marit a Amman, Jordània, després que en 2008 les autoritats israelianes li prohibissin entrar a Cisjordània i tornar a la seva llar.

## Filmografia
- A Post Oslo History (2001)
- The Satellite Shooters (2001)
- Like Twenty Impossibles (2003)
- Quelques miettes pour les oiseaux (2005)
- An Explanation – And Then Burn the Ashes (2006)
- Milh Hadha al-Bahr (2008)
- Lamma shoftak (2012)
- Wajib (2017)
- From Palestine with Love (Postcard from the Future) (2022)